# Gheorghe Lazarovici
Gheorghe Corneliu Lazarovici (n. 13 septembrie 1941, Reșița - d. 3 februarie 2025, Cluj-Napoca) a fost un arheolog român. A urmat cursurile primare, profesionale și liceale la Reșița; în 1968 a absolvit cursurile secției de istorie a Universității Babeș-Bolyai din Cluj-Napoca, iar în 1979 a fost numit doctor în științe istorice, cu o teză în domeniul preistoriei.
În urma căsătoriei în 1968 cu Monica Păcuraru are doi copii: Sever (n. 3 august 1973) și Alice Ioana (n. 18 februarie 1976). Din 2001 este căsătorit cu Cornelia-Magda (Mantu) Lazarovici.

## Activitate
Din 1968 până în 2004 a ocupat diferite funcții la Muzeul de istorie al Transilvaniei (Cluj-Napoca), de la arheolog și curator până la director general al muzeului (între 1993 și 1997). A predat cursuri de istorie și arheologie la diferite universități din Cluj-Napoca, Alba Iulia și Reșița. A organizat mai multe conferințe și a participat la înființarea mai multor muzee locale.
Gheorghe Lazarovici a participat la mai multe expediții arheologice internaționale:
- 1972: Grecia, Volos, cu Vl. Milojčic de la Universitatea Heidelberg
- 1974: România, în căutarea unor surse de obsidiane (roci folosite în preistorie pentru confecționarea armelor și uneltelor), cu J. Nandriș de la London University
- 1982-1986, 1999: România, Carpați, studii etnoarheologice cu J. Nandriș
- 1992: Căutare de surse preistorice de cupru, în colaborare cu Perniczka de la Universitatea Heidelberg
- 2003-2004: Căutare de surse preistorice de materiale brute pe teritoriul României, în colaborare cu G. Trnka de la Universitatea din Viena

## Lucrări
Gheorghe Lazarovici a scris numeroase studii și articole de specialitate. A publicat de asemenea următoarele cărți, ca unic autor sau în colaborare:
- Gh. Lazarovici, Gornea, 124 p. and 84 pl.
- Gh. Lazarovici, Neoliticul Banatului, în colecția BMN, III, Cluj, 1979, 273 p.; 50 fig.; 10 tabele; 162 pl.
- Gh. Lazarovici, Cultura Vinča în România, 1991, 250 p.
- Gh. Lazarovici, Z. Maxim, Gura Baciului, in colecția BMN, XI, 1995, 452 p., 38 pl. 55 fig.
- D. Țeicu, Gh. Lazarovici, Gornea. Din arheologia unui sat medieval din Clisura Dunării, în colecția Caiete Banatica, Reșița 1996, 163 p., 26 pl.
- Gh. Lazarovici, Metode și tehnici moderne de cercetare în arheologie, București 1998.
- Gh. Lazarovici, Fl. Drașovean, Z. Maxim, Parța. Monografie arheologică, Vol. 1.1 341 p; vol. 1.2, 115 pl, 137 figuri; Waldpress, BHAB, 12, 2001.
- Gh. Lazarovici, D. Micle, Introducere în arheologia informatizată, BHAUT, III, 2001, 234 p.